# 里見義通
里見 義通（さとみ よしみち、文明13年（1481年）? - ?）は、戦国時代の大名。安房里見氏の当主。弟に実堯、子には義豊がいる。民部大輔。天昭院商山正皓居士。

## 概要
従来の説では、第2代当主であった成義の嫡男で里見氏第3代当主になったものの、病弱のために永正15年2月1日（1518年3月12日）に38歳で病死したと言われていたが、実際には初代義実（系譜上は祖父）の嫡男であり、その没年は大幅に繰り下げられて、安房一国の戦国大名としての基礎を築いた人物とするのが今日の有力説である。
史料上の初見は永正5年（1508年）であるが、この時には既に安房の大半を掌握しており（『北条五代記』には安西氏に対して下克上を起こして安房を平定したのは義通であるという）、安房国稲村城を本拠とし、弟の実堯に命じて安房北部から上総国南部を攻略させ、正木通綱ら安房・上総の三浦氏一族を服属させた。当初は古河公方足利政氏に仕え、自らを副師と称したが、のちに小弓公方足利義明に従った。
永正17年（1520年）には小弓公方足利義明から千葉一族の臼井氏とともに、古河公方派の下総国本佐倉城および下総国関宿城攻撃を期待されている（『喜連川文書案』）。江戸湾を縦断して内陸水運の要地関宿を攻略できるほどの水軍を擁していたといえる。古文書などで確認できる里見氏出身の初代「安房国主」である。
旧来はその没年を永正15年あるいは大永元年（1521年）とされてきたが、大永5年（1525年）ごろまで義通に関する古文書が存在するために実際の死没はそれ以後であり、50歳近くまで健在していた可能性が高い。また、系譜上では父とされている里見成義を架空の人物として、初代・義実の子とする説を採るならば、義通の生年も現存の系譜より以前に遡る可能性が強く、それ以上の高齢であったとも考えられる。更に息子・義豊の里見家当主としての活動が永正年間後半には既に見られるため、それ以前の段階で安房国白浜城に隠居していたとも考えられている。
年未詳3月28日、民部少輔義通が出した古文書（『鑁阿寺文書』）があり、この人物は里見義通に該当するのではないかと指摘されている。